# Município Sanza Pombo
Município Sanza Pombo är en kommun i Angola.   Den ligger i provinsen Uíge, i den norra delen av landet, 400 km nordost om huvudstaden Luanda.
I omgivningarna runt Município Sanza Pombo växer huvudsakligen savannskog. Runt Município Sanza Pombo är det glesbefolkat, med 19 invånare per kvadratkilometer.